# Chanda (fiume)
Il Chanda (in russo Ханда?) è un fiume della Siberia orientale, affluente di destra dell'Aldan (bacino idrografico della Lena). Si trova in Russia, nella Sacha (Jacuzia).
Il fiume ha origine dai monti Sette-Daban e scorre prevalentemente in direzione occidentale; sfocia nel fiume Aldan a 623 km dalla sua foce nella Lena. La lunghezza del Chanda è di 281 km, l'area del suo bacino è di 8 790 km².